# Madison megye (New York)
Madison megye az Amerikai Egyesült Államokban, azon belül New York államban található. Megyeszékhelye Wampsville, legnagyobb városa Oneida. Lakosainak száma 68 016 fő (2020. április 1.). Madison megye Oneida, Chenango, Cortland, Otsego, Oswego és Onondaga megyékkel határos.

## Népesség
A megye népességének változása:
| Lakosok száma | 73 396 | 72 906 | 72 342 | 72 382 | 71 849 | 68 016 |
|               | 2010   | 2011   | 2012   | 2013   | 2015   | 2020   |